# 西古巴島鼯
西古巴島鼯（Nesophontes micrus）是一种已灭绝的鼩形亚目动物，是岛鼯属下的一种。它们的化石和残骸于古巴和海地发现。